# Starobrno

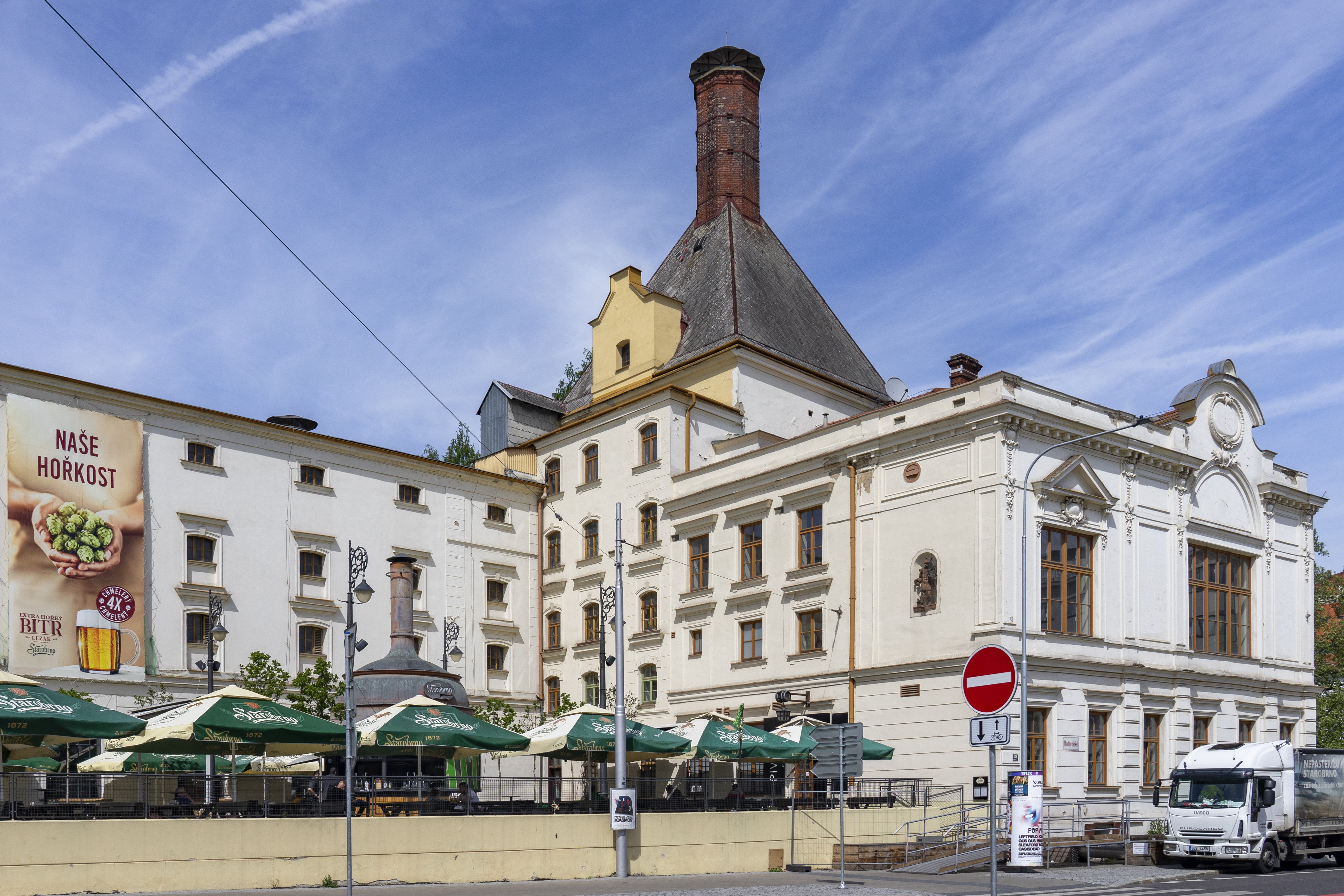
Die Brauerei Starobrno

Starobrno ist eine Brauerei und Biermarke der Heineken Česká republika a.s., eines Tochterunternehmens von Heineken. 2014 wurden 1.200.000 hl Bier gebraut.

## Geschichte

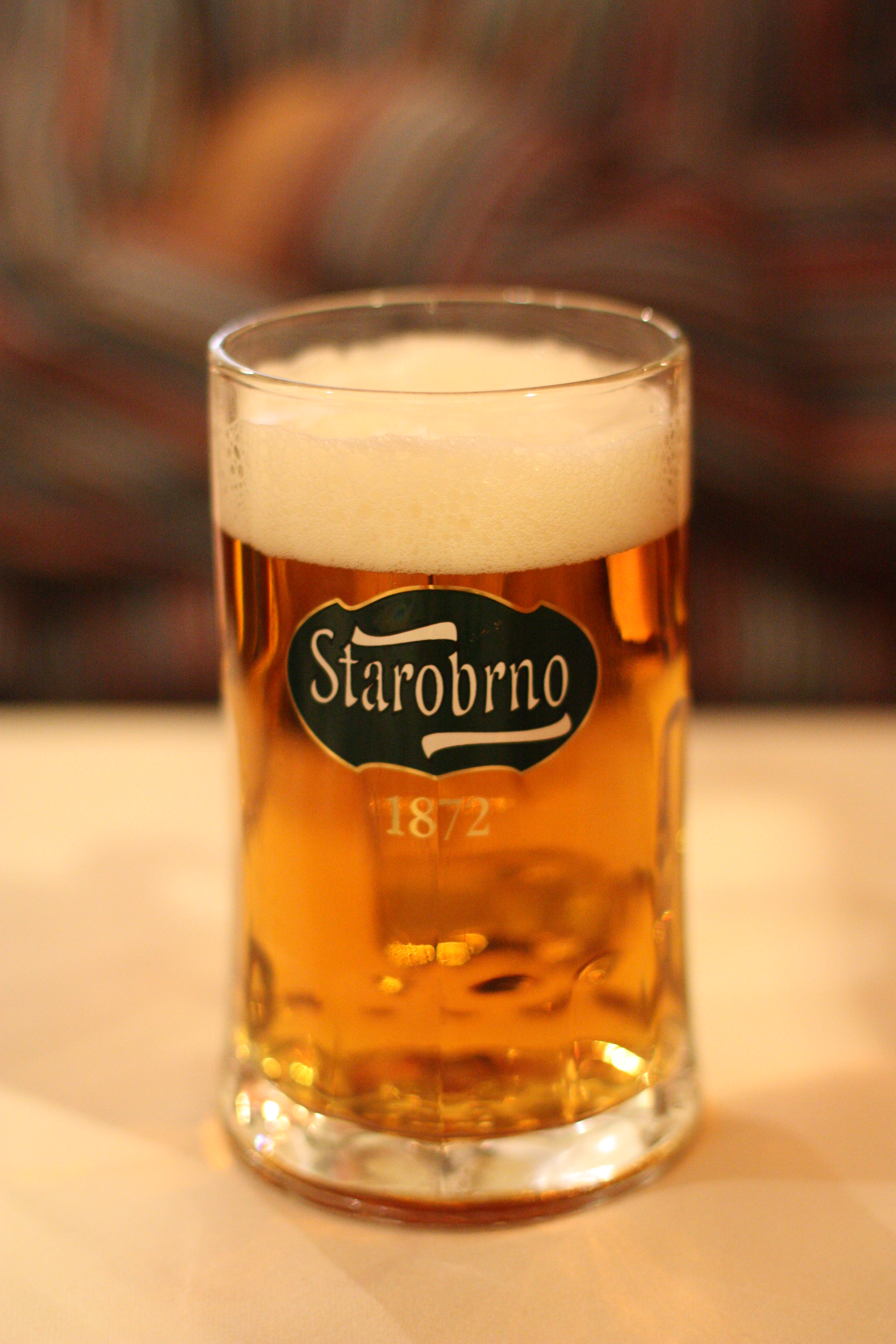
Starobrno-Bier

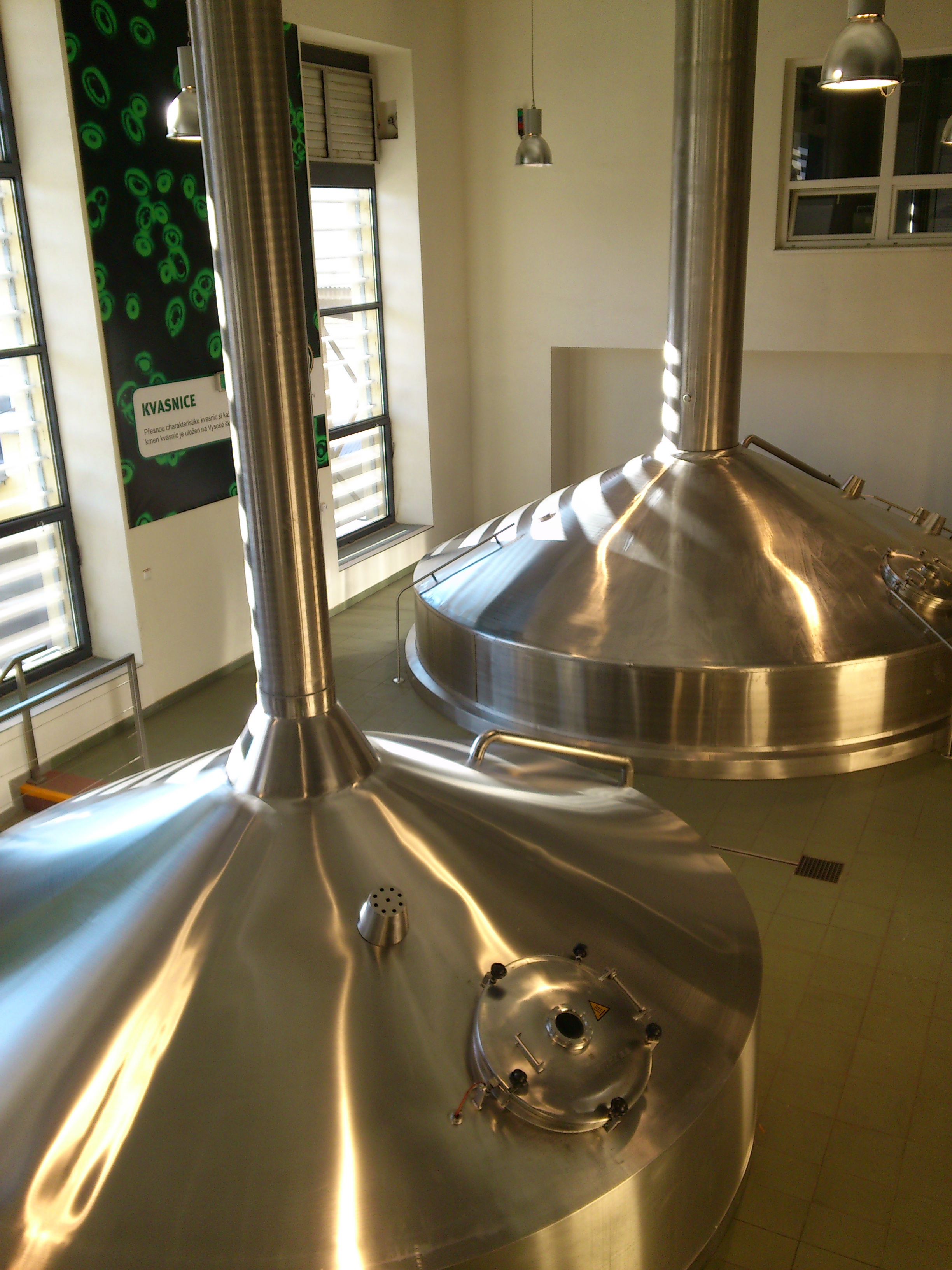
Sudhaus der Brauerei

1243 wurde der Stadt Brünn vom böhmischen König Wenzel I. das Recht gewährt, Bier zu brauen. 1872 beschlossen die damaligen Besitzer der ehemaligen Klosterbrauerei, Josef Mandl und Hermann Hayek, den Bau einer großen, modernen Brauerei, diese nannten sie Altbrünner Brauerei (Tschechisch: Starobrněnský Pivovar). Zu Ende des 19. Jahrhunderts lag der Ausstoß der Brauerei bereits bei 236.490 Hektoliter. Bis zum Ersten Weltkrieg konnte der Ausstoß noch auf 250.000 Hektoliter jährlich gesteigert werden. Das Bier wurde damals nicht nur in Brünn getrunken, sondern nach ganz Österreich-Ungarn und auch nach Polen exportiert. 1918 ging die Brauerei in den Besitz der Moravian-Bank über, im neuen Tschechoslowakischen Staat lag der Exportschwerpunkt nun auf dem slowakischen Staatsteil. Während des Zweiten Weltkriegs wurde die Brauerei unter deutsche Verwaltung gestellt, im November 1944 wurde sie durch Bombentreffer schwer beschädigt. Im 20. Jahrhundert wurde neben Bier auch Schnaps gebrannt. Nach dem Zweiten Weltkrieg wurde die Brauerei verstaatlicht; 1992 schließlich wieder privatisiert. 1994 wurde Starobrno von der österreichischen Brau-Beteiligungs AG übernommen. An dieser Gesellschaft besitzt seit 2003 Heineken die Mehrheit. Starobrno wurde aus der nun als Brau-Union firmierenden Gesellschaft gelöst und mit der Brauerei Krušovice und Velké Březno zur Heineken Česká republika a.s. geformt. 2009 wurden erstmals mehr als 1.000.000 hl Bier gebraut.

## Biere
- Starébrno
- Starobrno Medium
- Starobrno Drak
- Starobrno Nefiltrovaný Ležák